# Alessia Russo
Alessia Russo (født 8. februar 1999) er en kvindelig engelsk fodboldspiller, der spiller angreb for engelske Arsenal i FA Women's Super League og Englands kvindefodboldlandshold.
Hun har tidligere optrådt for engelske Manchester United, Brighton & Hove Albion og Chelsea samt et collegeophold hos University of North Carolina at Chapel Hill i USA. I sæsonen 2021-22 scorede Russo 11 mål i 30 kampe i alle turneringer og spillernes "Årets spiller" i Manchester United.
Hun fik debut på det engelske A-landshold den 11. marts 2020 ved SheBelieves Cup i 1–0 sejren over Spanien. Under den nye landstræner Sarina Wiegman blev hun for første gang udtaget til den endelige EM-trup ved EM på hjemmebane, hvor hun blev indskiftet i 64. minut i åbningskampen mod Østrig på Old Trafford.